# Ludovic Maublanc
Ludovic Maublanc, né en 1975 à Lons-le-Saunier, est un auteur français de jeux de société. Il vit depuis 1993 dans la ville de Dijon. Il devient en 2016 auteur de jeux à plein temps. Il est reconnu pour ses jeux : Cyclades, Mr. Jack, Ca$h'n Gun$, Draftosaurus.

## Ludographie

### Seul auteur
- Killdog, 2004, Jeux sur un plateau (encart à découper).
  - Ca$h'n Gun$ (réadaptation), 2005, illustré par Gérard Mathieu, édité par Repos Production.
    - Ca$h'n Guns - Yakuzas (extension), 2007
    - Ca$h'n Guns (second édition), 2014
    - More Ca$h 'N More Guns (extension), 2015
    - Ca$h'n Guns - Team Spirit (extension), 2016
- Bonne Question, 2007, illustré par Olivier Fagnère, édité par Cocktail Games et Repos Production.
- C'est qui qu'a pété ?!, 2008, illustré par Nemo, Jeux sur un plateau (encart à découper)
- Casse-toi pov' con, 2011, illustré par Martin Vidberg, édité par Cocktail Games.
- Si j'étais président, 2012, illustré par Martin Vidberg, édité par Cocktail Games.
- Casse-Toi Pov' Con 2, 2016, illustré par Martin Vidberg, édité par Cocktail Games.
- Château Aventure (scénario : Le Pays Merveilleux), 2018, édité par Iello.
- Harry Potter : Stupéfix!, 2022, édité par Repos Production.

### Avec Angèle
- Cyrano, 2010, illustré par Piérô La lune, édité par repos production.
  - Cyrano (réédition), 2022, illustré par Camille Chaussy, édité par Grrre games.

### AvecAntoine Bauza
- Le Donjon de Naheulbeuk (basé sur la saga MP3 du même nom), 2010, illustré par Marion Poinsot, édité par Repos Production.
  - Le Donjon De Naheulbeuk - La Marche Barbare (extension), 2012
- Rampage, 2013, illustré par Piérô La Lune, édité par Repos Production.
- Attack On Titan: Le Dernier Rempart, 2017, illustré par Kyoji Asano, édité par Don't Panic Games.

### AvecChristophe Boelinger
- Monstro Folies, 2004, édité par TF1 Games.

### Avec Marie Cardouat
- HOP!, 2016, illustré par Marie Cardouat, édité par FunForge.

### AvecBruno Cathala
- Une ombre sur Whitechapel, 2005, illustré par Piérô La Lune, édité par Neuroludic (tirage limité à 250 exemplaires).
  - Mr. Jack (réédition), 2006, Hurrican
    - Mr. Jack - Extension (extension), 2007
- Paparazzi, 2006, illustré par Ohazar, édité par Eclipse Vis Comica.
- Cléopâtre et la Société des Architectes, 2006, illustré par Julien Delval, édité par Days of Wonder.
  - Cléopâtre Et La Société Des Architectes (réédition), 2019, illustré par Miguel Coimbra, édité par Lucky Duck Games.
- Dice Town, 2009, illustré par Piérô La Lune, édité par Matagot.
  - Dice Town - Les Indiens (goodie), 2009
  - Dice Town - Extension (extension), 2011
  - Dice Town - Cowboys (extension), 2017
  - Dice Town - Wild West (extension), 2017
  - Dice Town - Pour Une Poignée De Cartes (extension), 2018
- Mr. Jack New York, 2009, illustré par Piérô La Lune, édité par Hurrican.
- Cyclades, 2009, illustré par Miguel Coimbra, édité par Matagot.
  - Cyclades - Hades (extension), 2011
  - Cyclades - Titans (extension), 2014
  - Cyclades - Monuments (extension), 2016
- Mr. Jack Pocket, 2010, illustré par Jean-Marie Minguez, édité par Hurrican.
  - Mr. Jack Pocket Extension (extension), 2018
- Prrrt, 2011, illustré par Sandra Tagliabue, édité par Hurrican.
- Noé, 2012, illustré par Xavier Collette, édité par Bombyx.
- C'est pas faux!, 2012, illustré par Dominique Ferland et Tony Rochon, édité par Le Scorpion Masqué.
  - C'est Pas Faux: Patates & Ninjas (version enfant), 2018
- SOS Titanic, 2013, illustré par Sandra Fesquet, édité par Ludonaute.
- Desperados of Dice Town, 2014, illustré par Piérô La Lune, édité par Matagot.
- Madame Ching, 2014, illustré par Vincent Dutrait, édité par Hurrican.
- Pocket Madness, 2016, illustré par Mathieu Leyssenne, édité par FunForge.
- Dice Stars, 2016, illustré par Sabrina Tobal, édité par Matagot et Wizkids.
- Scarabya, 2018, illustré par Sylvain Aublin, édité par Blue Orange.
- Kingdomino Duel, 2019, illustré par Cyril Bouquet, édité par Blue Orange.
- Kyudo : La Voie De L'arc, 2022, illustré par Camille Chaussy, édité par Offline Edition.

### AvecBruno Faidutti
- Agents doubles, 2005, Jeux sur un plateau (encart à découper)

### Avec Florian Grenier
- Paris New Eden, 2019, illustré par Agnès Ripoche, édité par Matagot.

### Avec Cécile Langlais
- Maiko, 2018, illustré par Jemma Salume, édité par Don't Panic Games.

### Avec Corentin Lebrat
- Oh Mon Château, 2018, illustré par Sylvain Aublin, édité par Blue Orange.
- Bingo Island, 2022, illustré par Valériane Holley, édité par GrrreGames.

### Avec Dimitri Perrier
- Anludim, 2020, illustré par Anne Heidsieck, édité par Explor8.

### AvecThéo Rivière
- SOS Dino, 2018, illustré par Mathieu Leyssenne, édité par Loki.

### Avec Corentin Lebrat et Baptiste Laurent
- Las Vegan, 2022, illustré par Simon Caruso, édité par KYF Edition.

### Avec Corentin Lebrat etThéo Rivière
- Glisse Glace, 2018, illustré par Veronique Bulteau, édité par Djeco.

### AvecAntoine Bauza, Corentin Lebrat etThéo Rivière
- Draftosaurus, 2019, illustré par Jiahui Eva Gao et Vipin Alex Jacob, édité par Ankama.
  - Draftosaurus - Aerial Show (extension), 2021
  - Draftosaurus - Marina (extension), 2021
- Arkeis, 2019, Ankama.
  - Arkeis - Lurking Under The Sand (extension), 2021
  - Arkeis - Thus The Sphinx Cometh (extension), 2021
- 8Bit Box: Double Rumble (extension), 2019, illustré par Jean-Baptiste "Djib" Reynaud, édité par Iello.
- Ninja Academy, 2019, illustré par Jean-Baptiste "Djib" Reynaud, édité par Iello.
- Bienvenue à Bord, 2019, illustré par Vianney Carvalho, édité par Capitaine Meeple.
- Naruto Ninja Arena, 2020, édité par Don't Panic Games.
  - Naruto Ninja Arena - Genin Pack (extension), 2020
- On Board, 2022, illustré par Vianny Carvalho, édité par Capitaine Meeple.
- Arkeis, 2023, édité par ankama.
  - Arkeis - Lurking Under The Sand (extension), 2023
  - Arkeis - Thus The Sphinx Cometh (extension), 2023
- Dead Cells, 2024, illustré par Laure De Chateaubourg, Naïade Paul Vérité, Robin Lagofun et Thomas Choux, édité par Le Scorpion Masqué.

### AvecAntoine Bauza, Corentin Lebrat,Théo Rivièreet Nicolas Oury
- Super Cats, 2019, illustré par Naïade, édité par Grrre Games.

## Nominations et récompenses

### As d'or Jeu de l'année
- Nommé Jeu de l'année 2007: Ca$h'n Gun$, 2005 (illustré par Gérard Mathieu) édité par Repos Production.
- Nommé Jeu de l'année 2008: Mr. Jack, 2006, co-auteur Bruno Cathala (illustré par Piérô La Lune) édité par Hurrican.
- Nommé Jeu de l'année 2011: Cyclades, 2009, co-auteur Bruno Cathala (illustré par Miguel Coimbra) édité par Matagot.
- Nommé Jeu de l'année 2020: Draftosaurus, 2019, co-auteurs Antoine Bauza, Corentin Lebrat et Théo Rivière (illustré par Jiahui Eva Gao et Vipin Alex Jacob) édité par Ankama.

### Double 6
- Nommé Double Six 2006: Ca$h'n Gun$, 2005 (illustré par Gérard Mathieu) édité par Repos Production.
- Nommé Double Six 2007: Cléopâtre et la Société des Architectes, 2006, co-auteur Bruno Cathala (illustré par Julien Delval) édité par Day of Wonder.
- Nommé Double Six 2008: Mr Jack, 2006, co-auteur Bruno Cathala (illustré par Piérô La Lune) édité chez Hurrican.
- Double Six 2010: Dice Town, 2009, co-auteur Bruno Cathala (illustré par Piérô La Lune) édité par Matagot
- Double Six 2013: Noé, 2012, co-auteur Bruno Cathala (illustré par Xavier Collette) édité par Bombyx.
- Nommé Double Six 2015: Desperados Of Dice Town, 2014, co-auteur Bruno Cathala (illustré par Piérô La Lune) édité par Matagot.
- Nommé Double Six 2020: Super Cats, 2019, co-auteurs Antoine Bauza, Corentin Lebrat, Nicolas Oury et Théo Rivière (illustré par Naïade) édité par Grrre Games.
- Double Six 2020: Draftosaurus, 2019, co-auteurs Antoine Bauza, Corentin Lebrat et Théo Rivière (illustré par Jiahui Eva Gao et Vipin Alex Jacob) édité par Ankama.